# Garde impériale (Premier Empire)
Pour les articles homonymes, voir Garde impériale.
 (juillet 2014).
Si vous disposez d'ouvrages ou d'articles de référence ou si vous connaissez des sites web de qualité traitant du thème abordé ici, merci de compléter l'article en donnant les références utiles à sa vérifiabilité et en les liant à la section « Notes et références ».
La garde impériale est un corps d'armée d'élite du Premier Empire, constitué de soldats vétérans et destiné à protéger fidèlement l'Empereur des Français et à servir de réserve d'élite à la Grande Armée lors des batailles. Elle est créée par l'empereur Napoléon Ier le 18 mai 1804 à partir de l'ancienne garde des consuls, simple unité assurant la protection du gouvernement à l'intérieur ainsi que la sécurité des consuls de la République.
Dans les faits, la garde impériale ne sert que sous le commandement direct de Napoléon et constitue la force sur laquelle ce dernier peut toujours s'appuyer en toute circonstance. La garde est composée des soldats les plus valeureux qui, initialement, ont pour la plupart participé aux guerres de la Révolution et qui sont totalement dévoués à la personne de l'Empereur.
En 1804, la Garde est initialement composée de huit unités : les grenadiers à cheval, les chasseurs à cheval, les mamelouks et les gendarmes d'élite pour la cavalerie, le régiment des grenadiers à pied, celui des chasseurs à pied et le bataillon des marins pour l'infanterie, et un escadron d'artilleurs à cheval pour le service des canons. Ces 10 000 hommes sont commandés par les colonels généraux Davout (grenadiers à pied), Soult (chasseurs à pied), Bessières (cavalerie) et Mortier (artillerie et marins).
Par la suite, d'autres corps intègrent la Garde, comme les dragons en 1806, les lanciers polonais en 1807, les lanciers rouges en 1810, les lanciers lituaniens et les tartares lituaniens en 1812, ainsi que les éclaireurs en 1813.
En 1806, la Garde est divisée en deux : la Vieille Garde et la Moyenne Garde constituée avec les vélites de la Garde et composée de fusiliers-grenadiers et de fusiliers-chasseurs, puis une Jeune Garde est créée en 1809. Chaque corps de la Garde a ses unités de cavalerie, d'artillerie et d'infanterie.
Son effectif ne cesse d'augmenter : de près de 10 000 hommes en 1804, elle atteint 56 000 hommes en 1812, à la veille de la campagne de Russie, avec vingt-deux régiments d'infanterie, sept de cavalerie, treize compagnies d'artillerie plus divers éléments du génie et du train.
Lors de la première Restauration en 1814, une partie des régiments de la Garde impériale au Premier Empire forment les régiments royaux.

## Genèse
Ce corps sert à l'origine de garde particulière aux gouvernements de la période révolutionnaire (garde du Directoire mais aussi du Corps législatif) puis aux consuls (garde des consuls) et enfin à l'empereur (garde impériale). Elle est à l'origine constituée de grenadiers à pied et à cheval ainsi que de quelques unités d'artillerie. À la suite de l'intervention de Lucien Bonaparte, elle se rallie à Napoléon lors de son coup d'État du 18 brumaire. La Garde devant servir de modèle à l'armée, elle se transforme en unité combattante d'élite et devient la réserve ultime de l'armée. Elle est utilisée, en dernier ressort, pour donner le coup de grâce ou débloquer une situation périlleuse, à l'instar de la garde prétorienne romaine.

## Mission
La mission principale de la Garde est la protection de l'Empereur, mais rapidement la Garde devient une unité combattante. Réserve de l'armée, elle forme son épine dorsale et doit être irréprochable. Passivement, elle sert également à encadrer les autres troupes et renforce la cohésion au sein de toutes les unités par sa seule présence et son comportement. La Garde accompagne l'empereur dans ses déplacements en campagne et il n'est pas rare de la voir à marche forcée sur les traces de l'Empereur pour le rejoindre à tel ou tel bivouac prévu.
Quand Napoléon couche au milieu de ses troupes, c'est invariablement au milieu de la Garde. La Garde possède un uniforme plus prestigieux et de meilleure coupe, ainsi qu'un armement qui lui est propre. La solde y est supérieure et la nourriture meilleure. Elle est prioritaire en ravitaillement pendant les campagnes et a souvent le privilège de cantonner à Paris en temps de paix. Elle dispose en outre de son propre corps de musiciens. Au combat, la Garde porte la grande tenue (sauf à Waterloo).

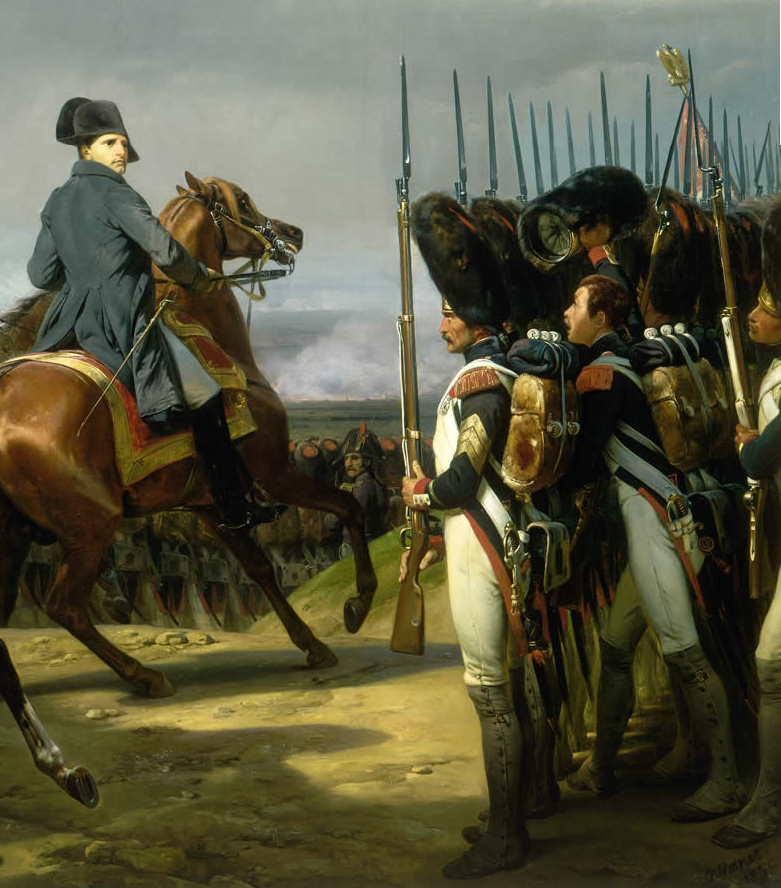
Napoléon passant la Garde en revue à la bataille d'Iéna, le 14 octobre 1806.

La Garde comprend également des corps de cavalerie, dont les célèbres chasseurs à cheval ainsi qu'une unité de lanciers polonais, particulièrement fidèles à l'Empereur. Les chasseurs à cheval sont les unités favorites de l'Empereur, et s'il dort en campagne au milieu de la Garde à pied, il porte très souvent l'uniforme vert de colonel des chasseurs à cheval de la Garde. Citons aussi les grenadiers à cheval, les dragons de l'Impératrice et la gendarmerie d'élite, etc. Dans ces régiments montés l'on peut être de Vieille Garde, de Moyenne ou de Jeune Garde, les premiers régiments ou escadrons indiquant l'appartenance par ordre décroissant. La Garde possède également sa propre artillerie, à pied ou à cheval, célèbre pour ses pièces de 12, « les plus belles filles de l'Empereur ».
La Garde compte dans ses rangs des régiments aussi hétéroclites que des mamelouks ou des éclaireurs tartares, des Gardes hollandais à l'uniforme blanc et une petite Garde attachée au roi de Rome, le fils de l'Empereur et futur Napoléon II — il est d'ailleurs consigné que pour ces enfants le port de la moustache n'ést pas obligatoire. Cette unité se bat avec courage dans les vignes de Montmartre en 1814, refusant de décrocher jusqu'à l'ultime instant, pendant que les vétérans réformés de la Garde, « les vieux de la Vieille » se battent avec acharnement autour des Invalides. Elle contient également des unités d'artillerie, redoutables et redoutées, de marins qui sont de presque toutes les campagnes en combattant à pied, remplaçant le plus souvent les artilleurs de la Garde tués au combat. La Garde a ses instructeurs et une administration qui lui est propre, ainsi qu'un service de santé dirigé par le célèbre chirurgien Dominique-Jean Larrey.
Pour l'anecdote, lorsqu'un soldat de la Vieille Garde part en retraite ou est réformé, il devient « un vieux de la Vieille », expression restée de nos jours. Napoléon est particulièrement bienveillant envers sa Vieille Garde, qui lui voue en retour une admiration sans bornes. L'Empereur, qui sait mener les hommes, utilise fréquemment sur ces soldats des gestes symboliques qui galvanisent ces troupes ; le fameux « tirage d'oreille », ou la remise de sa propre Légion d'honneur, appelée « La croix », à un soldat particulièrement valeureux. Ainsi, le fin du fin est de recevoir de l'Empereur sa propre croix qu'il détache de sa poitrine pour l'accrocher lui-même à l'uniforme du soldat courageux. Hors campagne, Napoléon se promenant dans les parcs avec l'Impératrice et son fils, confie souvent ce dernier à un vieux grenadier ou chasseur de service, qui le porte dans ses bras. C'est pour le vieux soldat la récompense suprême.
Ainsi, celui qui est appelé ultérieurement l'Aiglon, le roi de Rome, est pour eux aussi un objet de vénération. À la Restauration de 1814, la Vieille Garde, rebaptisée « Grenadiers de France », a une tendance à tomber subitement aphone au moment de crier « Vive le Roi ». Ces fidèles de Napoléon, pour ne pas être punis, ont recours au subterfuge suivant : ils crient « Vive le Roi », puis quelques-uns rajoutaient « de Rome », titre de l'Aiglon (il mourra en 1832).
Les vétérans de la Vieille Garde sont considérés comme les soldats les plus valeureux de l'histoire militaire française.

## Formation et recrutement

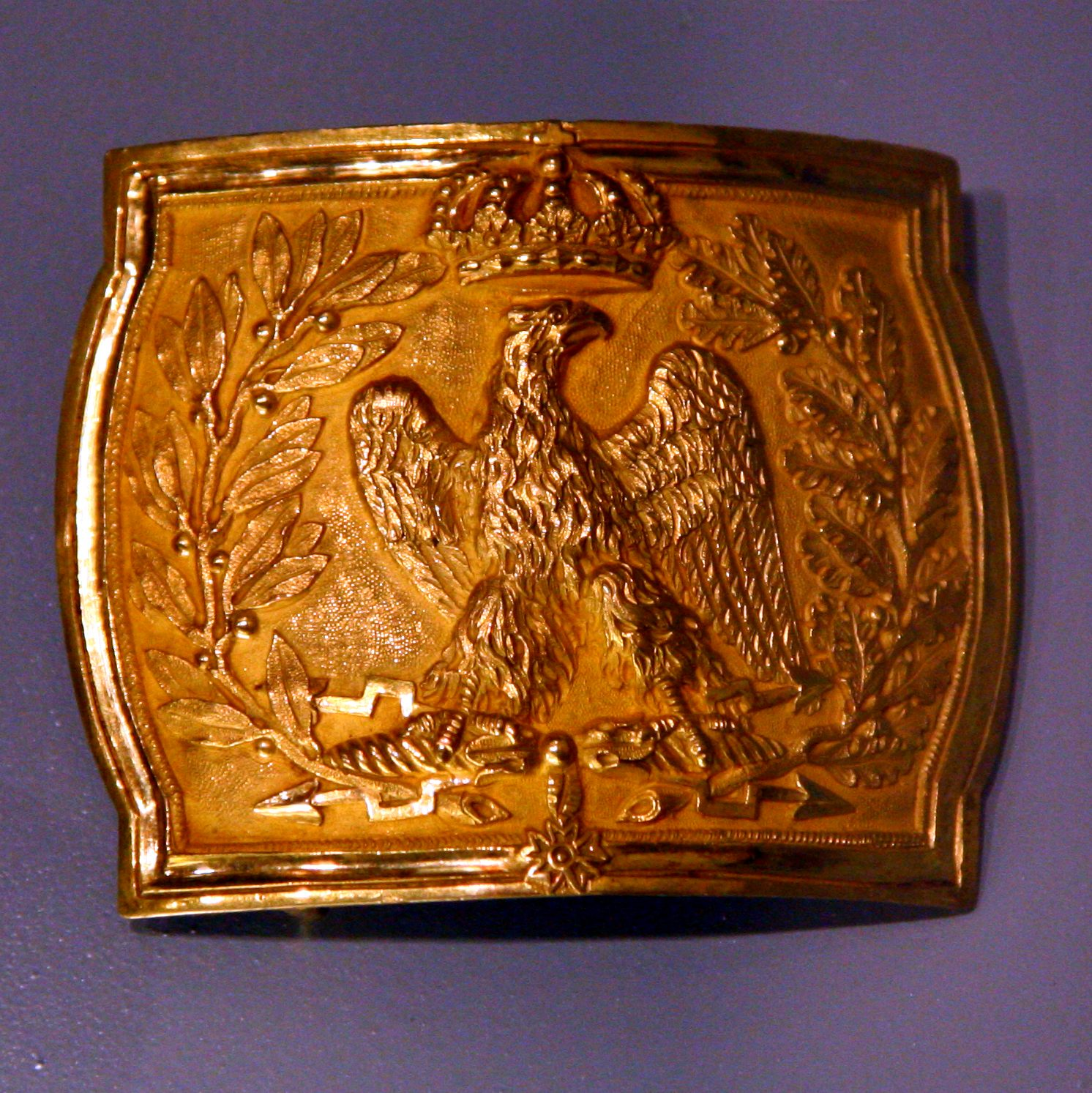
Boucle de ceinture d'officier de la Garde.

La Garde impériale est constituée au début de l'Empire par décret impérial du 10 thermidor an XII (29 juillet 1804). La Garde consulaire devient alors la Garde impériale, créée officieusement dès le 19 mai. Elle comprend dans un premier temps deux régiments, un de grenadiers et un de chasseurs. Chacun de ses régiments est composé de trois bataillons, deux bataillons de garde et un bataillon de vélites, et organisé comme suit :
Chaque bataillon de Garde est constitué de huit compagnies comprenant chacune : un capitaine, un lieutenant, un sous-lieutenant, un sergent-major, quatre sergents, un fourrier, huit caporaux, deux sapeurs, 80 grenadiers ou chasseurs et deux tambours.
Le bataillon de vélites est constitué de cinq compagnies comprenant chacune : un lieutenant, un sous-lieutenant, un sergent-major, quatre sergents, un fourrier, huit caporaux, 172 vélites et deux tambours. L'encadrement est assuré par des colonels et généraux en premier et en second, avec à sa tête un général d'armée ou un maréchal d'Empire. Le vélite est un futur garde destiné à être versé dans les effectifs des deux premiers bataillons si besoin est pour les besoins de l'encadrement (départ pour les vétérans de la Garde, pertes subies, mutations, promotions ou exclusions). Une taille minimale est imposée, environ 1,76 m pour les grenadiers et 1,73 m pour les chasseurs (cela était valable aussi pour les unités de cavalerie).
Il faut un minimum de dix ans de service pour entrer au 1er régiment de grenadiers à pied de la Garde impériale, et huit pour le second, ainsi qu'avoir eu au cours de combats un comportement irréprochable, être de bonne moralité et savoir lire et écrire. Bien que cette dernière consigne semble avoir été quelquefois oubliée, elle est néanmoins une condition d'entrée. Pour les officiers, deux ans sont ajoutés à chaque critère. La valeur de ces régiments provient ainsi des rigoureuses conditions de recrutement. Les soldats sont admis dans la Garde pour leurs qualités de soldat, non par qualité de naissance ou par népotisme. La discipline au sein de ce corps est dure, mais humaine. Une sanction d'expulsion vers la ligne est définitive. Chaque garde obtient le grade supérieur dans la ligne. Un caporal de la Garde, par exemple, est caporal-chef dans la ligne.
Les châtiments corporels y sont interdits, les gardes se vouvoient et s'appellent « monsieur ». Le port de la moustache « en crosse de pistolet » est obligatoire, ainsi que celui des pattes ou favoris. La moustache est cependant rasée pendant les quatre mois d'hiver. Les sapeurs portaient la barbe. La Vieille Garde porte les cheveux longs en deux tresses nouées sur la nuque et poudrées de blanc/gris, attachées avec un cordonnet frappé d'une grenade d'argent ou à l'Aigle. Les cheveux poudrés blancs virant au gris contribuent à son appellation « Vieille » Garde. Chaque soldat de la Vieille Garde porte aussi, à chaque lobe d'oreille, un anneau d'or de la taille d'un écu. Le port des boucles d'oreille est en vogue dès l'époque du Directoire. Sous l'Empire, leur usage s'étend à l'ensemble de l'armée, touchant toutes les hiérarchies, du simple soldat au maréchal. Dans la Garde impériale, leur achat figure même parmi les premières dépenses du soldat nouvellement incorporé.
Outre la Vieille Garde, se trouve aussi la Moyenne Garde constituée en 1806 avec les vélites de la Garde et composée de fusiliers-grenadiers et de fusiliers-chasseurs, puis la Jeune Garde créée en 1809, composée de tirailleurs (futurs grenadiers) et de voltigeurs (futurs chasseurs), unités destinées à servir de pépinière à la Vieille Garde. La Moyenne Garde est plus exposée au combat que ses aînés. Quant à la Jeune Garde, elle y est engagée sans précautions particulières, et presque systématiquement ; ses membres sont destinés in fine à rejoindre la Vieille Garde et doivent donc être des combattants expérimentés. À Waterloo, la Moyenne Garde n'existe plus car elle est officiellement intégrée à la Vieille Garde. Néanmoins, ses effectifs sont toujours appelés Moyenne Garde par les autres troupes.
Tous les officiers de la Garde sont de Vieille Garde, les sous-officiers montent d'un cran dans la hiérarchie, un sous-officier de la Jeune Garde faisant partie de la Moyenne Garde, et ainsi de suite. Notons que Napoléon veille soigneusement à ce que rien ne soit écrit sur la Garde impériale. Même le journal militaire officiel ne publie jamais une seule ligne sur elle. Ainsi, l'ennemi peut difficilement en pénétrer la nature, ou en savoir la composition.

## Effectifs

### Période de la liste d'adresses (conseil d'administration) (1795–1799)
- Année 1795 - 242 hommes.
- Année 1796 - 224 hommes.
- Année 1799 - 2 089 hommes.

### Période du Consulat (1799–1804)
- Année 1800 - 4 178 hommes.
- Année 1802 - 7 266 hommes.
- Année 1804 - 9 798 hommes.

### Période impériale (1804–1815)
- Année 1805 - 12 187 hommes.
- Année 1807 - 15 361 hommes.
- Année 1808 - 15 392 hommes.
- Année 1809 - 31 203 hommes.
- Année 1810 - 32 150 hommes.
- Année 1811 - 51 960 hommes.
- Année 1812 - 56 169 hommes.
- Année 1813 - 92 472 hommes.
- Année 1814 - 112 482 hommes.
- Année 1815 - 25 870 hommes.

## Commandement
Quatre colonels généraux de la garde impériale sont à la tête de l'organisation et de l'administration de la garde.
- Grenadiers à pied de la Garde impériale : Louis Nicolas Davout, duc d'Auerstaedt, prince d'Eckmühl
- Chasseurs à pied de la Garde impériale : Jean-de-Dieu Soult, duc de Dalmatie.
- Cavalerie de la Garde impériale : Jean Baptiste Bessières, duc d'Istrie
- Artilleurs et marins de la Garde impériale : Édouard Mortier, duc de Trévise puis à partir de novembre 1813, Louis Gabriel Suchet, duc d'Albuféra

## Identité visuelle
Comme les autres unités de la Grande Armée, la Garde impériale arbore fièrement ses drapeaux et aigles confiés par l'Empereur lors d'une cérémonie, le 5 décembre 1804, mise en peinture par Jacques-Louis David. De 1804 à 1812, les unités de la Garde vont arborer un drapeau carré bleu-blanc-rouge portant diverses inscriptions dont la devise de la Grande Armée "VALEUR ET DISCIPLINE". À partir de 1812, Napoléon désire réformer et uniformiser les étendards, ce qui donne naissance à la disposition contemporaine. Le drapeau tricolore moderne prend alors la suite avec, sur le revers, la liste des grandes victoires auxquelles l'unité a participé. La Vieille Garde peut ainsi se targuer de noms allant de Marengo (1800) à la Moskova (1812).

Avers du drapeau du 1er Régiment de la Garde impériale (1804-1812)
Revers du drapeau du 1er Régiment de la Garde impériale. Chaque bataillon possédait son propre étendard comme ici, le 1er Bataillon.
En 1812, l'Empire rationalise et standardise ses drapeaux régimentaires. La Garde ne fait pas exception.
Au revers des drapeaux modèle 1812, le nom des grandes victoires du régiment.

## Combats de la Garde

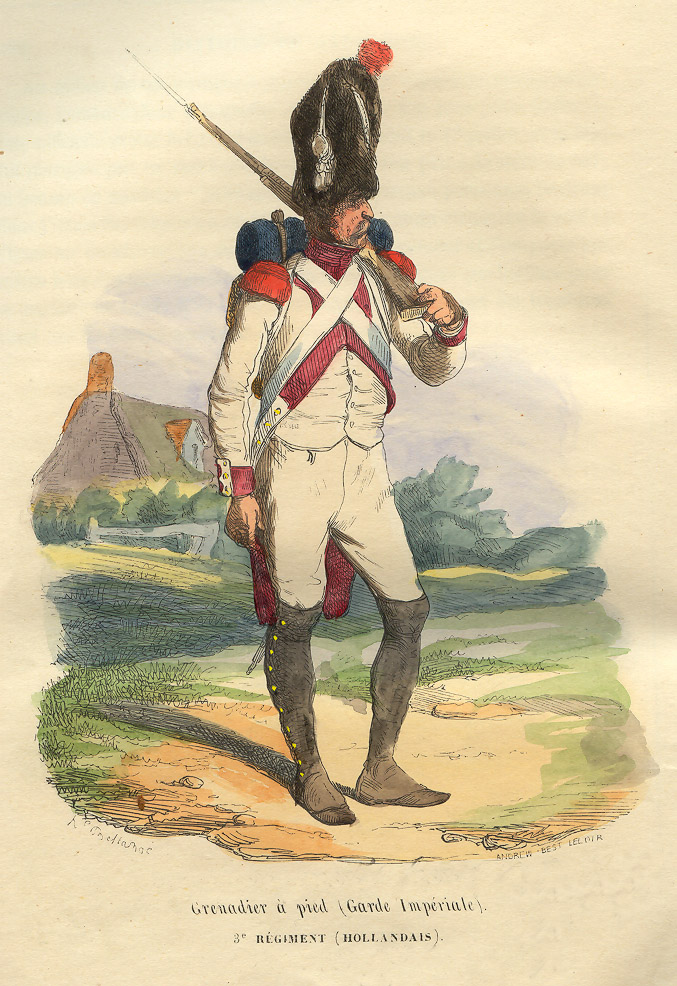
Grenadier du 3e régiment de grenadiers à pied de la Garde impériale.

La Garde impériale, unité prestigieuse, sert de réserve dans les batailles : elle n’est engagée qu’au moment décisif ou même ne combat pas. Ainsi, de nombreux bulletins de victoire se terminent par les mots : « la Garde n’a pas donné ».

### Campagne d’Allemagne
En 1805 en Allemagne, la Garde mène des combats sporadiques, combattant à Elchingen. À Langenau, les chasseurs à cheval chargent la division Werneck à 400 contre 1 500. À Nuremberg, les chasseurs à cheval s'emparent d'un parc d'artillerie tandis que les grenadiers marchent en tête portant chacun un drapeau pris à l'ennemi, conséquence directe de la reddition d’Ulm.
À Austerlitz, la Garde à pied ne donne pas, contrairement à l'artillerie et la cavalerie. Les grenadiers à cheval exécutent une charge contre la Garde impériale russe et font prisonnier le prince Repnine, qui y sert comme chef d'escadron. Il y a au total 3 officiers (parmi lesquels le colonel Morland des chasseurs à cheval) et 22 sous-officiers et soldats tués ou mortellement blessés.

### Campagne de Prusse

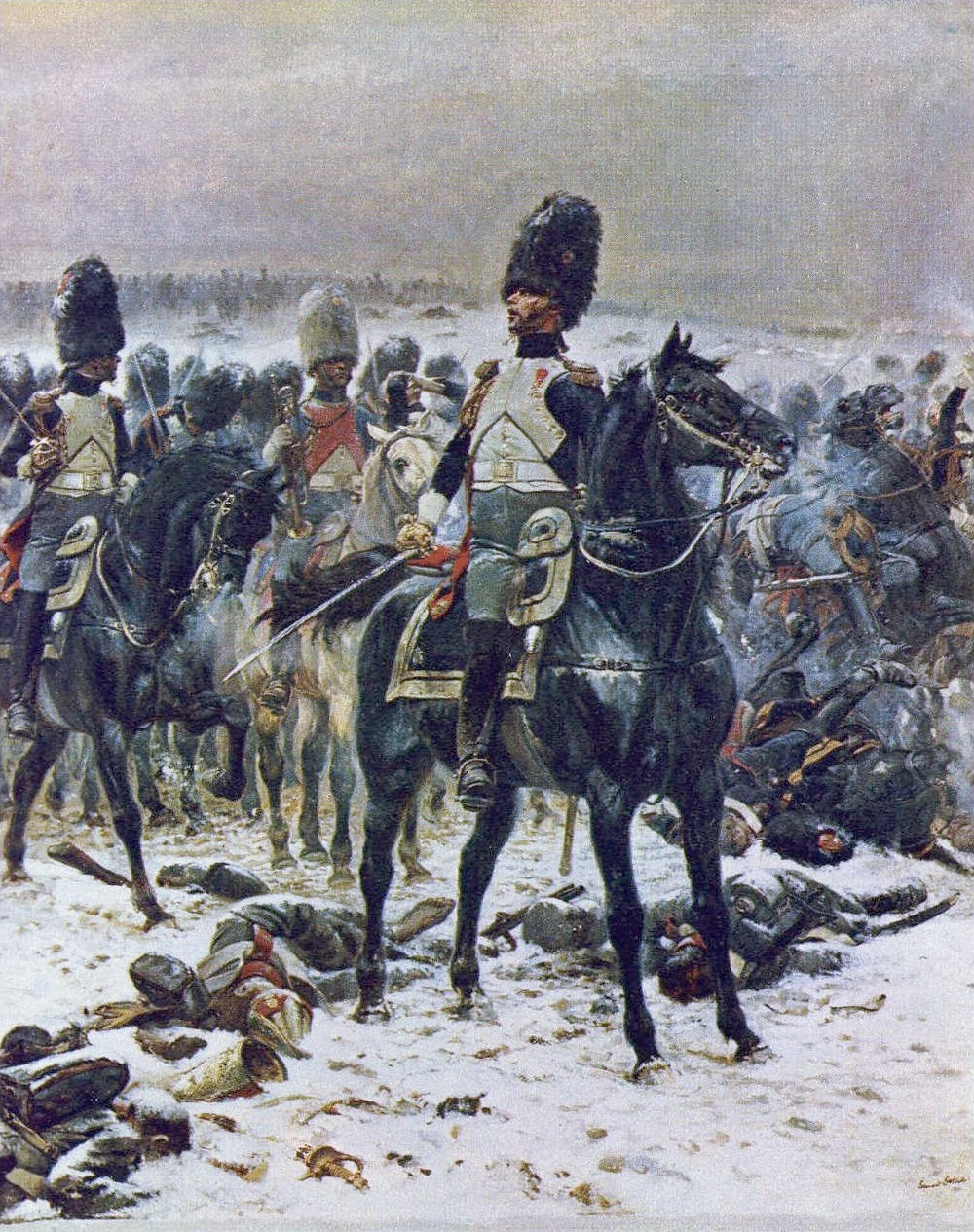
Les grenadiers à cheval de la Garde à la bataille d'Eylau.

La Garde ne donne pas lors de la campagne de Prusse. À Eylau en 1807, le général Dalhmann, qui a succédé à Morland à la tête des chasseurs, est tué lors d'une charge. Le général Lepic traverse avec ses grenadiers à cheval plusieurs fois les rangs des grenadiers russes. Malgré tout, les Russes progressent vers l'église d'Eylau où Napoléon se tient avec son état-major. Napoléon ordonne aux 2e chasseurs et 2e grenadiers de les attaquer. C'est à ce moment que le général Dorsenne qui les commande crie à un grenadier qui voulait se servir de son arme : « grenadiers, l'arme au bras ! La vieille garde ne se bat qu'à la baïonnette ». La Garde arrête les Russes et l'arrivée tardive de Ney sur le champ de bataille permet de remporter la victoire.

### Campagne d’Autriche
Lors de la nouvelle campagne d'Allemagne, à Essling en 1809, l'Empereur est touché à la jambe et le général Walther qui commande la Garde lui dit : « Sire, retirez-vous ou je vous fais enlever par mes grenadiers ». Alors que la bataille est indécise, le général Mouton à la tête des tirailleurs de la Jeune Garde surgit sur les Autrichiens qui menaient une attaque à l'ouest. Cette petite victoire permet de faire retraite.
À Wagram, l'artillerie de la Garde enfonce le centre autrichien et permet au général Macdonald de s'y engouffrer.

### Campagne d’Espagne
En 1810-1811, la Jeune Garde est engagée dans de nombreux combats contre les Espagnols, à Luzzara, à Acedo, Santa Cruz[Laquelle ?] ou Fort Mayor. La mission de la Jeune Garde est d'assurer la tranquillité sur le Douro, de protéger la Navarre et les communications sur Valladolid.

### Campagne de Russie

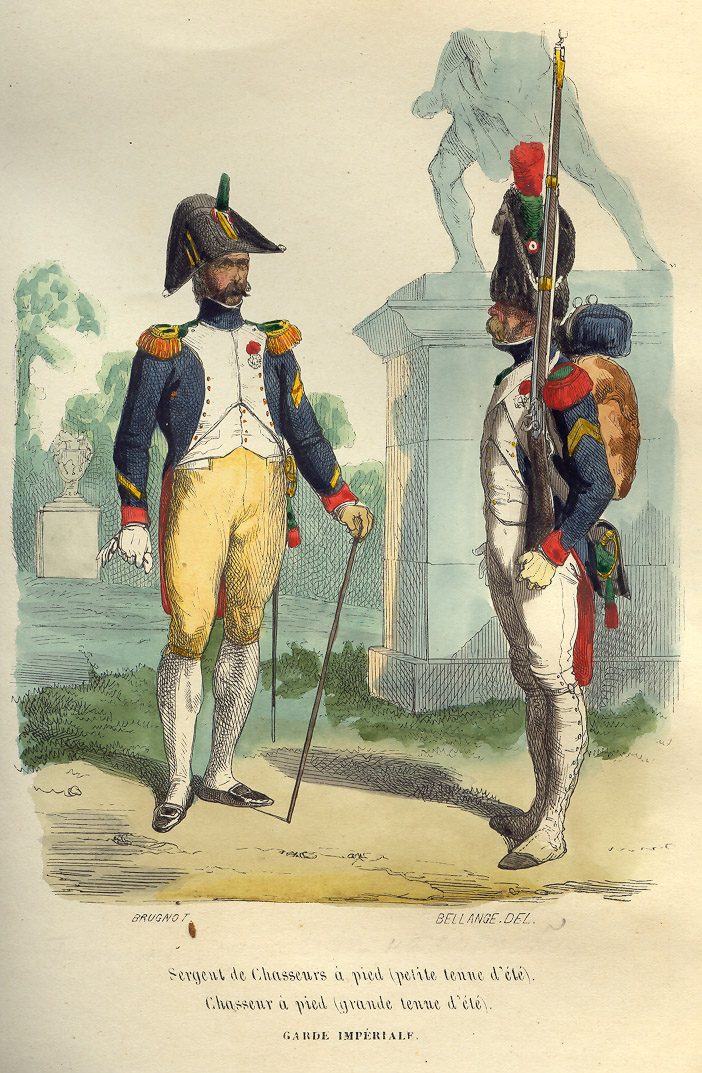
Officier et soldat des chasseurs à pied de la Vieille Garde, vers 1811.

En Russie, la Garde ne prend pas part aux combats, mais pendant la retraite, la Vieille Garde est la seule unité qui conserve un semblant d'ordre.

### Campagne d’Allemagne
En Saxe en 1813, le maréchal Bessières commandant de la cavalerie de la Garde est tué d'un boulet. La Jeune Garde combat à Lützen où elle reprend le village de Kaja, massacrant la Garde prussienne. La Jeune Garde donne à nouveau à Dresde, où elle empêche les Alliés d'entrer dans la ville.

### Campagne de France
C’est pendant la campagne de France en 1814 que la Garde a le plus souvent donné. À Champaubert, la cavalerie s'empare de 21 canons et de l’état-major russe. À Montmirail, l'infanterie de la Garde se distingue. La Garde, valeureuse, ne peut cependant lutter indéfiniment contre la disproportion des forces. Napoléon qui avec la Garde, remporte plusieurs batailles sur les arrières des Alliés, ne peut éviter les défaites des maréchaux défendant la route de Paris. Il abdique à Fontainebleau, où il fait les adieux à sa Garde. 600 soldats de la Vieille Garde accompagnent l'Empereur sur l'île d'Elbe.

### Bataille de Waterloo

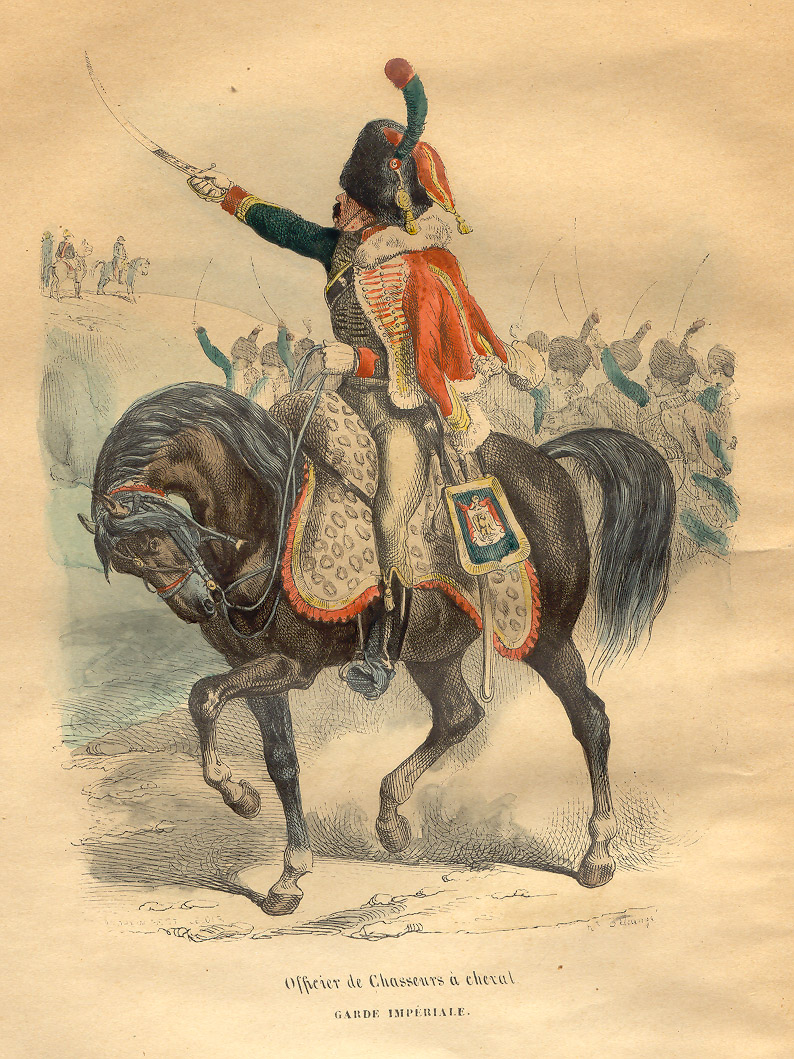
Officier des chasseurs à cheval de la Garde impériale.

À Waterloo, l'Empereur reste près de la Haye Sainte avec trois bataillons de la Vieille Garde qui sont les 2e bataillons des 2e régiments de grenadiers et de chasseurs, menés respectivement par les généraux Roguet et Christiani, ainsi que le 2e bataillon du 1er chasseurs commandé par le général Pierre Cambronne. L'Empereur les orchestra en vue d'une attaque en déployant un bataillon au centre et deux au flanc. Il peut ainsi appuyer l'attaque de Ney, quoique improbable, répéter ces attaques au centre droit anglais, ou encore les placer en vue de faire front à une offensive prussienne. Toutefois, la volonté de les ordonnancer de la sorte indique que la Garde va partir à l'attaque, car à ce moment précis Napoléon est toujours occupé à une offensive.
Pendant ce temps, Ney emmène ses bataillons toujours en carrés à l'assaut du mont Saint-Jean. La ligne reçoit l'ordre de seconder son attaque. L'artillerie à cheval de la Garde se glisse dans les espaces laissés entre les carrés, appuyés par quelques grenadiers à cheval. Cette formation s'avance contre la moitié de l'armée anglaise. Les cinq échelons se réduisent rapidement à quatre, les deux bataillons du 3e chasseurs s'étant rejoints et confondus. Sur la droite s'avancent le 1er bataillon du 3e grenadiers, puis le 4e grenadiers à un seul bataillon, et à gauche le 1er et 2e bataillon du 3e chasseurs confondus ensuite le 4e chasseurs également à un bataillon. Reille prend du retard et est distancé de trop loin pour être efficace. La Garde s'avance donc seule sur les Coalisés qui ont été prévenus et se sont préparés à cette attaque. Ney, qui vient de perdre son cinquième cheval tué sous lui, monte à pied à côté du général Friant. L'artillerie anglaise tire à double charge de mitraille et accable la Garde sous son feu.
Le 1er bataillon du 3e grenadiers emmené par Friant met en déroute un corps de Brunswick, prend deux batteries anglaises et aborde la gauche de la 5e brigade britannique du major général Colin Halkett (4 bataillons). Il repousse ensuite le 2e bataillon du 30e régiment Cambridgeshire ainsi que le 2e bataillon du 73e régiment Highland qui reculent en désordre. Le général Friant, qui vient d'être blessé, retourne près de l'Empereur pour lui annoncer que « Tout va bien », car les faits se déroulant sur une hauteur, il est impossible de les voir des lignes françaises. Cependant, le général hollandais Chassé, ancien officier de l'armée impériale, fait avancer la batterie Van der Smissen et prend de flanc le carré du 3e grenadiers de la Garde déjà mal en point. Sortant de sa réserve, la brigade Detmer, forte de 3 000 hommes, écrase le faible carré français qui contient à présent moins de 400 hommes. Les grenadiers sont refoulés et rejetés au bas de la pente.
Le bataillon du 4e grenadiers avec à sa tête le général Harlet engage pendant ce temps la droite de la brigade Halkett, composée du 2e bataillon du 33e régiment West Riding et du 2e bataillon du 69e régiment South Lincoln. Bien que fortement ébranlés, les Coalisés résistent alors que Halkett, le drapeau du 33e à la main, tombe grièvement blessé. Épisode célèbre, le bloc composé du 1er et 2e bataillons du 3e chasseurs, menés respectivement par leurs chefs, le général Michel et le colonel Mallet, s'avance en direction du chemin creux de l'Ohain, distant de quelques dizaines de mètres. Soudain, les 2 000 Guards du général Maitland, qui se sont couchés en attendant l'attaque de la Garde, se lèvent d'un bond et fusillent la Garde à moins de vingt pas. La décharge est meurtrière et met à terre presque la moitié des deux bataillons. Le général Michel est tué net. L'attaque est brisée et les rangs suivants doivent désormais enjamber les cadavres. Les batteries anglaises Ramsay et Bolton tirent à mitraille sur les flancs des Français décimés. Malgré tout, la Garde essaie de former une ligne pour répondre au feu anglais. Alors que les rangs français continuent de s'éclaircir, les soldats de Maitland, désormais rassurés à près de 10 contre 1, chargent à la baïonnette. Les survivants de la Garde attendent l'assaut, ce qui oblige les batteries anglaises à cesser le tir pour ne pas blesser les leurs, mais les débris des deux bataillons de chasseurs sont balayés du plateau et se retrouvent en bas de la pente, Anglais et Français pêle-mêle.
Le bataillon du 4e grenadiers mené par son chef, le général Henrion, débouche soudain et tente de dégager ses compagnons d'armes qui viennent d'être refoulés. Les Guards de Maitland, à sa vue, remontent les pentes en toute hâte, suivis des chasseurs survivants et des grenadiers qui se sont reformés et repartent à l'assaut. À hauteur du chemin d'Ohain, la brigade Adam, forte d'un bataillon du 52e Oxfordshire, du 71e léger Highland et de six compagnies du 95e Rifles, qui s'était portée en potence sur les flanc de la Garde, ouvre le feu. La Garde essuie de nouvelles pertes pendant que l'infanterie de Maitland, s'arrêtant de courir, fait demi-tour et recommencent à tirer sur les Français, épaulée par la brigade Halkett. Les Hanovriens de William Halkett débouchent à leur tour d'Hougoumont et fusillent dans le dos les survivants français. Le colonel Mallet tombe mortellement blessé. Les Coalisés voient néanmoins les débris du bataillon des chasseurs se déployer face aux Guards de Maitland tandis que les grenadiers se déploient face à la brigade Adam. Le colonel Colborne entraîne le 52e à la baïonnette, suivi du reste des troupes coalisées, et les chasseurs et les grenadiers sont définitivement refoulés.
Le cri de « la Garde recule » sonne le glas de la Grande Armée. Aux cris de « La Garde recule », l'infanterie et les débris de la cavalerie qui devaient seconder l'attaque s'arrêtent net et commencent à redescendre la pente. Les têtes de colonnes prussiennes abordent les fantassins de Durutte à Papelotte. Un autre cri : « sauve qui peut, nous sommes trahis ! » se fait entendre sur le champ de bataille et la déroute se propage. Quelques soldats qui se battaient encore sont balayés tandis les Prussiens se ruent à l'assaut. De la gauche à la droite, la ligne française cède et se débande. Wellington s'avance sur le bord du plateau et agite son chapeau pour ordonner l'attaque générale. 40 000 hommes se ruent sur les débris de l'armée française. À cette vue, le peu d'infanterie qui tenait encore ses lignes fait demi-tour et regrimpe vers la Belle-Alliance, abandonnant Hougoumont et la Haye-Sainte. La cavalerie coalisée sabre les fuyards aux cris de No quarter! (« Pas de quartier ! »). Dans la confusion, Napoléon, qui préparait l'attaque de la Vieille Garde, sait maintenant qu'il est vaincu mais espère organiser une retraite cohérente. Il fait rompre la colonne d'attaque de la Vieille Garde et la fait établir en carrés par bataillon à environ cent mètres sous la Haye-Sainte, le carré de droite sur la route de Bruxelles.
Les fuyards passent à côté de ces carrés, les hussards de Vivian se refusent à les combattre, les contournent pour sabrer les fuyards, proie plus facile. Napoléon lance contre eux ses escadrons de service qui sont submergés. Non loin de la route, Ney, tête nue, l'uniforme déchiré et le visage noir de poudre, n'a plus qu'un tronçon d'épée à la main. Il court rallier la brigade Brue de la division Durutte, seule troupe de ligne qui se replie en bon ordre, les jette dans la bataille en hurlant : « venez voir mourir un maréchal de France ». La brigade est dispersée rapidement. Ney refuse de quitter le champ de bataille et entre dans un carré de la Garde. Les trois bataillons de la Garde repoussent sans peine la cavalerie mais les carrés sont une proie facile pour l'infanterie coalisée. Les trois bataillons sont cernés de toute part et mitraillés par les canons. L'Empereur ordonne à la Garde de quitter cette position intenable et de battre en retraite avant de galoper en direction de la Belle-Alliance.

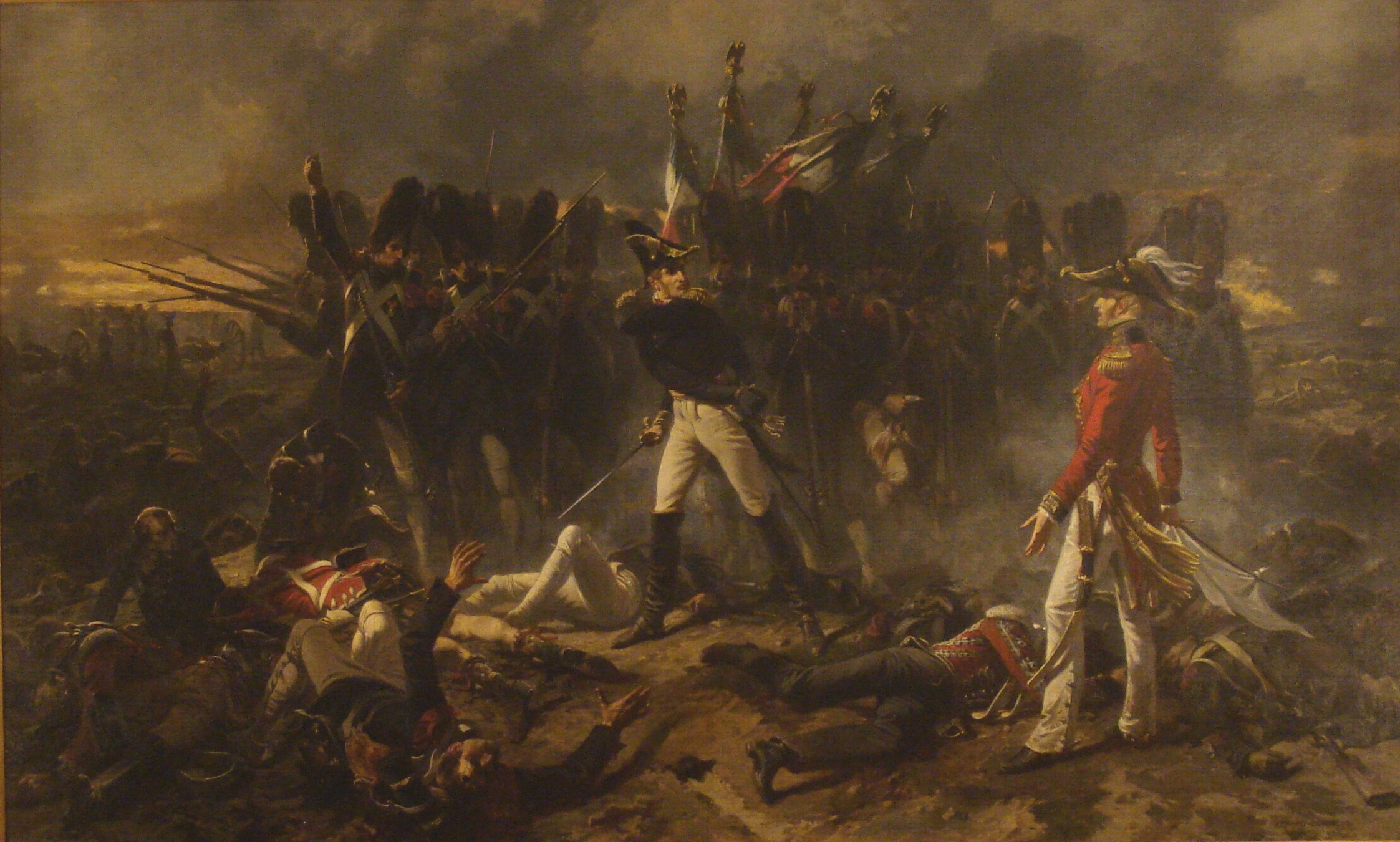
Charles Édouard Armand-Dumaresq, Cambronne à Waterloo (1867), Hendaye, villa mauresque.

Les bataillons de la Vieille Garde rejoints par le bataillon du 3e grenadiers de Poret de Morvan, placé précédemment en réserve, entament leur retraite pas à pas. Les carrés sur trois rangs se reforment bientôt en triangles sur deux rangs en raison des pertes. Les soldats trébuchent à chaque pas et tous les cinquante mètres il faut s'arrêter pour repousser une charge de cavalerie ou répondre à un feu d'infanterie. La retraite est considérablement gênée par les fuyards et la marche entravée par les cadavres. La Garde est écharpée par les coalisés et bousculée par la ligne en déroute. Des officiers anglais crient aux soldats français de se rendre. Exaspéré par la situation catastrophique et les sommations de l'ennemi, Cambronne, à cheval au milieu d'un carré, leur aurait alors adressé son fameux « Merde ! ». Il est dit qu'un sous-officier rajouta : « la Garde meurt, mais ne se rend pas ». Cambronne tombe de cheval quelques instants plus tard, blessé à la tête par une balle, et est ramassé inconscient par les Britanniques.

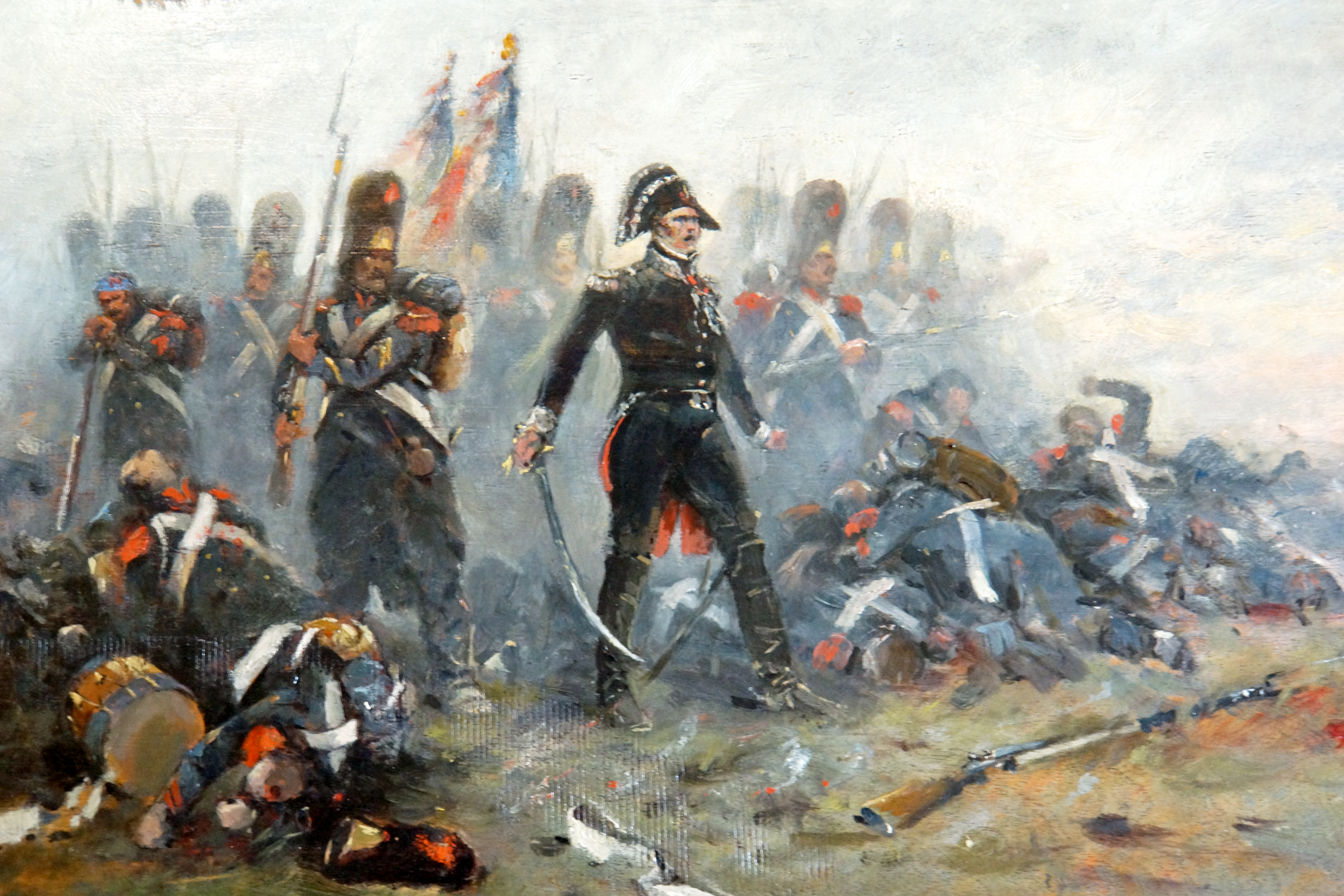
Le général Cambronne (à moins que ce ne soit plutôt le général Pelet) à Waterloo, photo par Dennis Jarvis.

Les carrés de la Garde qui ont maintenant rejoint le plateau de la Belle-Alliance sont presque anéantis. La confusion est telle que certains cavaliers coalisés se chargent mutuellement. La brigade Adam est prise pour cible par l'artillerie prussienne. Dans Plancenoit, la Garde demeure inexpugnable face aux Prussiens. Les divisions Hiller, Tippelkirsh et Ryssel doivent prendre le village maison par maison alors que le village brûle. La Jeune Garde est quasiment anéantie et son chef, le général Duhesme, est mortellement blessé. Le tambour-major Stubert du 2e grenadiers assomme les Prussiens avec le pommeau d'argent de sa canne. Malgré une défense tenace, ce qui reste de la Garde est chassée du village. Le général Pelet, qui se trouve au milieu de l'ennemi avec une poignée d'hommes et le porte-aigle des chasseurs de la Vieille Garde, rallie ses troupes qui reforment un carré au milieu de la cavalerie anglaise : « à moi chasseurs de la Vieille Garde, sauvons l'Aigle ou mourons près d'elle ». Les survivants se rallient autour de leur emblème tandis que de Plancenoit déboulent pêle-mêle Français et Prussiens.

### Le1ergrenadiers de la Vieille Garde à Waterloo
À Rossome, les deux carrés du 1er grenadiers de la Garde ont pris position devant la maison Decoster à gauche et à droite de la route. Autour d'eux, le sol est jonché de chevaux et de cadavres d'ennemis mais aussi de Français qui voulaient chercher protection à l'intérieur des carrés. Les carrés sont débordés par la droite ou par la gauche, mais toutes les charges ennemies sont repoussées. L'Empereur, qui à un moment a trouvé refuge dans l'un de ces carrés, ordonne de quitter la position. Le 1er grenadiers commence sa retraite, couvrant les arrières de l'armée en déroute. Il s'arrête tous les 200 mètres environ pour rectifier la face des carrés et pour repousser l'ennemi qui depuis un moment hésite à le charger. L'Empereur rejoint le 1er bataillon du 1er chasseurs de Duuring et apprend qu'il a repoussé une attaque prussienne qui visait à couper la retraite de l'armée. Il lui ordonne de suivre la colonne en marche et de se placer juste avant les grenadiers, qui ferment la marche. Plus tard, les grenadiers du 1er de la Garde se mettent en colonne par section car les Coalisés ont renoncé à les attaquer.

## Épilogue
Le retour du corps de Napoléon Ier en France en 1840 donne lieu à des scènes de ferveur. Les vieux soldats survivants ont ressorti leurs uniformes la veille, bivouaquant autour de feux de camp dans un froid intense. Ils suivent le cortège funèbre et le maréchal Moncey, âgé de 87 ans, qui depuis huit jours supplie ses médecins de le faire vivre encore un peu pour « recevoir l'Empereur », a à la fin de la cérémonie cette phrase : « à présent, rentrons mourir ».
Émile Marco de Saint-Hilaire publia une Histoire anecdotique, politique et militaire de la Garde impériale (Paris, Penaud, 1845-1847) qui fut un énorme succès.

## La Garde impériale en littérature
Malgré des opinions pas toujours favorables au régime impérial, les écrivains du XIXe siècle ont souvent exprimé leur intérêt et même leur fascination pour les batailles napoléoniennes. On pense bien sûr à Victor Hugo mais Honoré de Balzac est peut-être le plus prolifique sur le sujet en développant souvent la thématique particulière du difficile voire impossible retour à la vie civile des soldats de l'Empire.
Balzac avait projeté une vingtaine d'ouvrages pour constituer Les scènes de la vie militaire mais il n'en réalisa que deux : Les Chouans sur les guerres de Vendée et Une passion dans le désert, curieuse nouvelle mettant en scène un soldat de l'armée d’Égypte. Il utilisa cependant le matériau rassemblé dans nombre de ses romans et, traduisant bien le prestige des unités d'élite de l'armée napoléonienne, c'est le plus souvent à la garde impériale qu'il se réfère et à d'anciens colonels.
L'auteur de la Comédie Humaine fait d'abord une place notable aux dragons de la garde impériale :
- avec le personnage emblématique est le colonel Chabert resté pour mort à la bataille d'Eylau qui dit à son retour romanesque : « Donnez-moi le grade de général auquel j'ai droit, car j'ai passé colonel dans la garde impériale, la veille de la bataille d'Eylau ». (Le Colonel Chabert, III, p. 340).

On peut raisonnablement induire que Chabert servait dans les dragons de la garde en suivant les propos de Bridau adressés à Giroudeau, ancien lieutenant-colonel des Dragons : « Que fais-tu là, toi qui as été de la charge du pauvre colonel Chabert à Eylau ? » (La Rabouilleuse, p. 45).
- avec « le vieux Giroudeau, capitaine aux dragons, parti simple cavalier à l’armée de Sambre-et-Meuse, cinq ans maître d’armes au premier hussards, armée d’Italie ! […] citation » (dans Illusions perdues, p. 205-206).
- ou encore l'ancien lieutenant-colonel des Dragons de la Garde Philippe Bridau : « un brave qui avait porté les ordres de Napoléon dans deux batailles », « ce grand frère qu’il avait vu dans le bel uniforme vert et or des Dragons de la Garde, commandant son escadron au Champ-de-Mai ! ». « Le 20 mars éclata, le capitaine Bridau, qui rejoignit l’empereur à Lyon et l’accompagna aux Tuileries, fut nommé chef d’escadron aux Dragons de la Garde. Après la bataille de Waterloo, à laquelle il fut blessé, mais légèrement, et où il gagna la croix d’officier de la Légion d’honneur, il se trouva près du maréchal Davoust à Saint-Denis et ne fit point partie de l’armée de la Loire » (p. 87). Demi-solde : « elle le revit en 1816, tombé de neuf mille francs environ d’appointements que recevait un commandant des Dragons de la Garde Impériale à une demi-solde de trois cents francs par mois », il aura un destin romanesque : bonapartiste refusant de se rallier aux Bourbons, déchéance, trafics, complots, retour en fortune et mort au combat lors de la conquête de l'Algérie (La Rabouilleuse ).

On trouve aussi les grenadiers de la garde impériale
- avec le Maréchal Hulot : officier républicain dans Les Chouans, il devient « le célèbre général Hulot, colonel des grenadiers de la Garde impériale, que l'Empereur avait créé comte de Forzheim, après la campagne de 1809 » (La Cousine Bette VII, p. 56) « le lieutenant général Hulot, le vénérable commandant des grenadiers à pied de la Garde impériale, à qui l'on devait donner le bâton de maréchal pour ses derniers jours » (idem, p. 78). « Le portrait de Hulot, peint par Robert Lefebvre en 1810 dans l'uniforme de commissaire ordonnateur de la Garde impériale » (idem, p. 203).
- le commandant Genestas : il a servi en Égypte, à Austerlitz, à Ulm (régiment de Murat) et à Waterloo comme chef d'escadron dans les grenadiers de la garde. Il parle à l'empereur lors des adieux de Rochefort avant le départ de Napoléon pour Saint-Hélène. (Le Médecin de campagne).
- le comte Mignon de la Bastie, le père de Pauline dans La peau de chagrin, chef d'escadron dans les grenadiers à cheval de la garde impériale : « Au passage de la Bérésina, il avait été fait prisonnier par les Cosaques ; plus tard, quand Napoléon proposa de l'échanger, les autorités russes le firent vainement chercher en Sibérie ; au dire des autres prisonniers, il s'était échappé avec le projet d'aller aux Indes (La peau de chagrin, X, p. 140). Il fera fortune aux Indes.

Il est également le père de Modeste Mignon de La Bastie figure centrale de Modeste Mignon.
- Max Gilet engagé à 17 ans en 1806, il sert en Espagne et au Portugal, prisonnier de 1810 à 1814, il rallie Napoléon à son retour, capitaine des grenadiers de la garde à Waterloo équivalant au grade de commandant, demi-solde, démissionnaire, il devient le mauvais garçon d'Issoudun (« Grand Maître de l'Ordre de la Désœuvrance »), tué en duel par Bridau (La Rabouilleuse, p. 101).

L'œuvre présente encore de nombreux personnages au parcours militaire plus indéterminé ou qui ne sont parfois que des silhouettes comme :
- Général de Montriveau : artilleur puis cavalier, retraite de Russie, chef d'escadron blessé à Waterloo (colonel de la garde, il a le grade de général) – fêté dans les salons après son expédition et son évasion en Égypte, réintégré dans l'armée avec son grade – (La Duchesse de Langeais).
- Victor d'Aiglemont colonel de cavalerie, officier d'ordonnance de l'Empereur. Rallié aux Bourbons, il est fait général (La Duchesse de Langeais).
- Castagnier, ancien chef d'escadron de dragons, caissier malhonnête du baron Nucingen (Melmoth réconcilié).
- Mitouflet : « au Soleil d'or, auberge tenue par Mitouflet, un ancien grenadier de la Garde impériale, qui avait épousé une riche vigneronne » (L'Illustre Gaudissart).
- colonel Bixiou (21e de ligne) : père du caricaturiste Jean-Jacques Bixiou, il a été à la bataille de Dresde en 1813 (La Rabouilleuse).
- les vétérans Gondrin et surtout Goguelat, connu pour son portrait du « Napoléon du peuple » dans Le Médecin de campagne.
- Granson, lieutenant-colonel d'artillerie tué à Iéna (La vieille fille).
- Gravier, payeur-général des armées devient notaire par la suite (Les Paysans).
- Montefiore, capitaine, italien servant dans les armées impériales en Espagne, assassiné en 1826 (Les Marana).
- le général baron Gouraud, « ce noble débris de nos glorieuses armées » (Pierrette - Les célibataires)…

Victor Hugo a aussi puissamment participé à la gloire napoléonienne à travers ses poèmes (Souvenir d'Enfance dans Les Feuilles d'Automne, À la Colonne, Napoléon II dans Les Chants du crépuscule, À l'Arc de Triomphe dans Les Voix intérieures, Après la bataille dans La légende des siècles. Son art culmine peut-être dans L'Expiation, dans Les Châtiments quand il évoque Waterloo et le combat désespéré de la garde (« La garde impériale entra dans la fournaise »). On retrouve ce champ de bataille sinistre dans le roman Les Misérables en 1862 (tome II, Livre premier : Waterloo) avec les massacres et le détrousseur de cadavres Thénardier.
À la fin du siècle, en 1900, une figure de théâtre rappelle encore la grandeur des soldats de l’Empereur, celle de Flambeau, grenadier à pied de la Garde dans L'Aiglon d'Edmond Rostand.

## Citations
« La Garde meurt mais ne se rend pas », citation apocryphe attribuée au général Cambronne. Plus tard, Cambronne niera la phrase qui lui est attribuée : « Je n'ai pas pu dire « La Garde meurt mais ne se rend pas », puisque je ne suis pas mort et que je me suis rendu ».

## Jeux vidéo
La Garde Impériale est représenté en tant qu'unité spéciale de la France dans Civilization VI et aussi dans Civilization VII. Cette unité d'élite de la Grande Armée est également présente dans le jeu Napoléon Total War.

#### Sources modernes
- Alain Pigeard, La Garde impériale: 1804-1815, Paris, Tallandier, 2005, 637 p. (ISBN 978-2847341775).

#### Sources contemporaines
- A. Perrot, Histoire de l'ex-garde, depuis sa formation jusqu'à son licenciement, Paris, Delaunay, 1821 (lire en ligne).
- Eugène Fieffé , Napoléon Ier et la garde impériale, Furne, 1859, p. 93. États nominatifs de tous les officiers de la Garde impériale en 1813.